# Big Bird
Big Bird (letteralmente Grande Uccello), spesso italianizzato Bibo, è un pupazzo creato da Jim Henson e rassomigliante un grande uccello giallo alto circa due metri e mezzo. Apparso nello show televisivo Sesamo apriti fin dal primo episodio nel 1969, ne è stato il personaggio principale dagli inizi fino agli ultimi anni ottanta, quando Elmo prese il sopravvento ed oscurò leggermente Big Bird.

## Origini
Nella prima stagione dello show, l'originale burattino di Big Bird aveva un design sgraziato: piume poste casualmente, una testa con poche piume e occhi storti. Inoltre camminava in modo goffo e parlava con un accento da zotico, ricordando nel complesso un adulto sciocco. Caroll Spinney, l'esecutore di Big Bird, a tal proposito disse:
A partire dalla seconda stagione di Sesame Street, Big Bird cambiò drasticamente aspetto: le piume intorno alla testa aumentarono e assunsero un colore dorato (per il rivestimento del pupazzo vennero impiegate circa 4000 piume di tacchino dipinte di giallo); il personaggio acquistò inoltre una personalità di un bambino di circa sei anni d'età, iniziando a muoversi in modo normale.

## Caratteristiche
Big Bird viene descritto come un bambino di circa sei anni; durante le varie puntate dello show aiuta i bambini a non abbattersi quando non sanno qualcosa perché anche lui non sa tutto e li incoraggia a fare domande per scoprire il mondo.
Big Bird fa facilmente amicizia con tutti, il suo miglior amico è Snuffy, che è stato considerato per molto tempo dagli adulti solo un suo amico immaginario, e il suo orso di pezza Radar. Vive in un nido di grandi dimensioni, dietro il palazzo di Susan e Gordon, addobbato per dargli il miglior comfort.

## Apparizioni

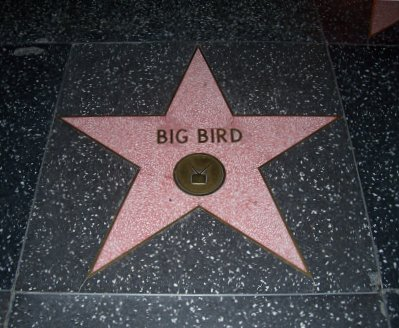
La stella ricevuta da Big Bird nel 1994 nella Hollywood Walk of Fame di Los Angeles.

Star di Sesame Street, Big Bird divenne protagonista del primo film derivato dallo show, Follow That Bird, ed è stato l'ospite speciale nel diciottesimo episodio della terza stagione del Muppet Show.
Nel film Tutti a Hollywood con i Muppet, il pupazzo appare in un cameo in una scena dove Kermit e Fozzie cantano la canzone "Movin' Right Along" e nella scena finale dove compare con altri personaggi di Sesamo apriti.
La figura di Big Bird è apparsa più volte durante la campagna elettorale elezioni presidenziali degli Stati Uniti d'America del 2012. Nel corso del primo dibattito presidenziale del 3 ottobre 2012, Mitt Romney ha usato Big Bird come un esempio di tagli alla spesa che avrebbe fatto per ridurre il deficit del bilancio federale (in riferimento alla volontà di ridurre i fondi alla PBS). Lo staff che gestiva la campagna di Barack Obama ha poi pubblicato una pubblicità satirica che descriveva Big Bird come un "genio del male" e "una minaccia per la nostra economia". Sesame Workshop (associazione no-profit che si occupa della produzione di Sesame Street) ha chiesto che entrambe le campagne eliminino i personaggi di Sesame Street come materiale della campagna.